# Altaji határterület
Az Altaji határterület (oroszul Алтайский край) az Oroszországi Föderáció tagja. Székhelye Barnaul. 2010-ben népessége 2 419 755 fő volt. Területe 169 100 km².
Határos Kazahsztánnal, a Novoszibirszki területtel, a Kemerovói területtel és az Altaj köztársasággal.

## Népesség
A határterület lakossága folyamatosan csökken. Mai területén 1989-ben 2 630 656, 2002-ben 2 607 426, 2010-ben 2 419 755 lakosa volt. A lakosság döntő többsége orosz (93,9%).

## Politika, közigazgatás
Az Altaji határterület kormányzója:
- Alekszandr Bogdanovics Karlin: 2005 – 2018. május 30-áig, ekkor lemondott hivataláról.[2]
- Viktor Petrovics Tomenko: 
  - 2018. június 1-jétől – Putyin elnök megbízottjaként a kormányzói feladatokat ideiglenesen látta el. Megbízatása  a 2018. szeptemberben esedékes kormányzói választásig szólt.[3]
  - Kormányzónak megválasztva 2018. szeptember 9-én.[4]

## Városok
- Barnaul, a határterület fővárosa,
- Alejszk
- Belokuriha
- Bijszk
- Zarinszk
- Kameny-na-Obi
- Novoaltajszk
- Rubcovszk
- Szlavgorod (Altaji határterület)
- Jarovoje
- Szibirszkij (zárt város)

## Járások
A közigazgatási járások neve, székhelye és 2010. évi népességszáma az alábbi:
| Magyar név                                 | Orosz név                   | Székhely                     | Lélekszám |
| ------------------------------------------ | --------------------------- | ---------------------------- | --------- |
| Alejszki járás                             | Алейский район              | Alejszk                      | 16 800    |
| Altajszkojei járás                         | Алтайский район             | Altajszkoje                  | 25 645    |
| Bajevói járás                              | Баевский район              | Bajevo                       | 10 979    |
| Bijszki járás                              | Бийский район               | Bijszk                       | 34 067    |
| Bisztrij Isztok-i járás                    | Быстроистокский район       | Bisztrij Isztok              | 10 150    |
| Blagovescsenkai járás                      | Благовещенский район        | Blagovescsenka               | 30 783    |
| Burlai járás                               | Бурлинский район            | Burla                        | 12 042    |
| Celinnojei járás                           | Целинный район              | Celinnoje                    | 16 403    |
| Csarisszkojei járás                        | Чарышский район             | Csarisszkoje                 | 12 337    |
| Habari járás                               | Хабарский район             | Habari                       | 16 431    |
| Jegorjevszkojei járás                      | Егорьевский район           | Novojegorjevszkoje           | 14 170    |
| Jelcovkai járás                            | Ельцовский район            | Jelcovka                     | 6 339     |
| Kalmankai járás                            | Калманский район            | Kalmanka                     | 14 331    |
| Kamenyi járás                              | Каменский район             | Kameny-na-Obi                | 12 025    |
| Kitmanovói járás                           | Кытмановский район          | Kitmanovo                    | 13 896    |
| Kljucsi járás                              | Ключевский район            | Kljucsi                      | 18 267    |
| Koszihai járás                             | Косихинский район           | Kosziha                      | 17 927    |
| Krasznogorszkojei járás                    | Красногорский район         | Krasznogorszkoje             | 16 228    |
| Krasznoscsokovói járás                     | Краснощёковский район       | Krasznoscsokovo              | 19 251    |
| Krutyihai járás                            | Крутихинский район          | Krutyiha                     | 11 301    |
| Kulundai járás                             | Кулундинский район          | Kulunda                      | 23 000    |
| Kurjai járás                               | Курьинский район            | Kurja                        | 11 079    |
| Lokotyi járás                              | Локтевский район            | Gornyak                      | 29 658    |
| Mamontovói járás                           | Мамонтовский район          | Mamontovo                    | 23 412    |
| Mihajlovszkojei járás                      | Михайловский район          | Mihajlovszkoje               | 21 211    |
| Német nemzetiségi járás                    | Немецкий Национальный район | Galbstadt                    | 17 668    |
| Novicsihai járás                           | Новичихинский район         | Novicsiha                    | 9 938     |
| Pankrusihai járás                          | Панкрушихинский район       | Pankrusiha                   | 13 364    |
| Pavlovszki járás                           | Павловский район            | Pavlovszk                    | 40 235    |
| Pervomajszkojei járás                      | Первомайский район          | Novoaltajszk                 | 50 100    |
| Petropavlovszkojei járás                   | Петропавловский район       | Petropavlovszkoje            | 12 450    |
| Poszpelihai járás                          | Поспелихинский район        | Poszpeliha                   | 24 788    |
| Rebrihai járás                             | Ребрихинский район          | Rebriha                      | 24 559    |
| Rogyinói járás                             | Родинский район             | Rogyino                      | 20 719    |
| Romanovói járás                            | Романовский район           | Romanovo                     | 13 179    |
| Rubcovszki járás                           | Рубцовский район            | Rubcovszk                    | 24 556    |
| Selabolihai járás                          | Шелаболихинский район       | Selaboliha                   | 13 678    |
| Sipunovói járás                            | Шипуновский район           | Sipunovo                     | 33 285    |
| Szlavgorodi járás                          | Славгородский район         | Szlavgorod                   | 10 154    |
| Szmolenszkojei járás                       | Смоленский район            | Szmolenszkoje                | 23 955    |
| Szolonyesnojei járás                       | Солонешенский район         | Szolonyesnoje                | 10 720    |
| Szoltoni járás                             | Солтонский район            | Szolton                      | 8 610     |
| Szovjetszkojei járás (Altaji határterület) | Советский район             | Szovjetszkoje                | 16 467    |
| Szujetkai járás                            | Суетский район              | Verh-Szujetka                | 5 120     |
| Tabuni járás                               | Табунский район             | Tabuni                       | 10 057    |
| Talmenkai járás                            | Тальменский район           | Talmenka                     | 46 770    |
| Toguli járás                               | Тогульский район            | Togul                        | 8 478     |
| Topcsihai járás                            | Топчихинский район          | Topcsiha                     | 23 350    |
| Tretyjakovói járás                         | Третьяковский район         | Sztaroalejszkoje             | 14 197    |
| Troickojei járás                           | Троицкий район              | Troickoje                    | 24 868    |
| Tyumencevói járás                          | Тюменцевский район          | Tyumencevo                   | 15 695    |
| Uglovszkojei járás                         | Угловский район             | Uglovszkoje                  | 13 888    |
| Uszty-kalmankai járás                      | Усть-Калманский район       | Uszty-Kalmanka               | 15 365    |
| Uszty-prisztanyi járás                     | Усть-Пристанский район      | Uszty-Csarisszkaja Prisztany | 13 409    |
| Volcsihai járás                            | Волчихинский район          | Volcsiha                     | 19 703    |
| Zaleszovói járás                           | Залесовский район           | Zaleszovo                    | 15 074    |
| Zarinszki járás                            | Заринский район             | Zarinszk                     | 20 136    |
| Zavjalovói járás                           | Завьяловский район          | Zavjalovo                    | 19 305    |
| Zmeinogorszki járás                        | Змеиногорский район         | Zmeinogorszk                 | 21 022    |
| Zonalnojei járás                           | Зональный район             | Zonalnoje                    | 19 676    |